# Трибромид бора
Трибромид бора (BBr3) — неорганическое соединение, бесцветная или слегка желтоватая жидкость. Соединение очень нестабильное, дымится на воздухе, активно реагирует с водой с образованием борной кислоты и бромоводорода, при смешивании с метанолом на воздухе последний загорается.

## Получение
Обычно получают нагреванием оксида бора и углерода с добавлением брома — это высвобождает свободный бор, который активно реагирует с бромом. Впервые был получен в 1846 году взаимодействием карбида бора и брома при температуре выше 300 °C. Полученный продукт может быть очищен вакуумной дистилляцией:
{\displaystyle {\mathsf {2B_{2}O_{3}+6Br_{2}+3C\longrightarrow \ 4BBr_{3}+3CO_{2}}}}
Другой способ получения заключается в прямом взаимодействии бора с парами брома при температуре порядка 800 °C:
{\displaystyle {\mathsf {2B+3Br_{2}\longrightarrow \ 2BBr_{3}}}}
Известны также косвенные методы получения — путём взаимодействия борфтористого калия с бромидом алюминия в расплаве или реакцией газообразного трифторида бора с расплавом бромида алюминия:
{\displaystyle {\mathsf {K[BF_{4}]+AlBr_{3}\longrightarrow \ BBr_{3}+K[AlF_{4}]}}}
{\displaystyle {\mathsf {BF_{3}+AlBr_{3}\longrightarrow \ BBr_{3}+AlF_{3}}}}
{\displaystyle {\mathsf {6B_{2}H_{5}Br\longrightarrow \ 2BBr_{3}+5B_{2}H_{6}}}}

## Химические свойства
- Трибромид бора активно реагирует с водой. Продуктами этой реакции являются борная кислота и бромоводород:

{\displaystyle {\mathsf {BBr_{3}+3H_{2}O\longrightarrow \ H_{3}BO_{3}+3HBr\uparrow }}}
- Трибромид бора реагирует с сероводородом с образованием тиоборной кислоты и бромоводорода:

{\displaystyle {\mathsf {BBr_{3}+2H_{2}S\longrightarrow \ HBS_{2}+3HBr\uparrow }}}

## Применение
Используется для деметилирования и деалкилирования. Применяется в фармакологии, электронике.

## Токсикология
Предельно допустимая концентрация трёхбромистого бора в воздухе рабочей зоны составляет 2 мг/м³.
Относится к «умеренно-опасным» веществам (III класс токсичности).